# 谢彩霞
谢彩霞（1976年2月17日—），中国足球运动员，中国女子足球队的成员，司职中场。她曾随队参加了2002年亚洲运动会，获得一枚银牌。她也参加了2007年世界杯女子足球赛以及2008年亚洲杯女子足球赛。